# Jim Pollard
James Clifford "Jim" Pollard (Oakland, California, 9 de julio de 1922-Stockton, California, 22 de enero de 1993) fue un jugador y entrenador de baloncesto estadounidense que disputó 7 temporadas de la NBA como jugador y otras cinco como entrenador, repartidas entre la NBA y la ABA. Con 1,93 metros de altura, jugaba en la posición de ala-pívot, siendo capaz de realizar mates desde la línea de tiros libres, ganándose el apodo de "The Kangaroo Kid" (el chico canguro).

## Trayectoria deportiva

### Universidad
Jugó en su juventud con los Cardinals de la Universidad de Stanford, donde fue una pieza clave para la consecución del Campeonato de la NCAA en 1942, donde promedió 21,5 puntos por partido a lo largo del torneo, a pesar de perderse la final por lesión. Su carrera universitaria fue truncada por la Segunda Guerra Mundial, pero a su regreso fue nombrado en dos ocasiones All-American.

### Profesional
Fue elegido en la sexta ronda del Draft de la NBA de 1947 por Chicago Stags, pero a pesar de ello firmó contrato con Minneapolis Lakers, donde transcurrió toda su etapa de jugador profesional. Allí formó, junto a George Mikan y Vern Mikkelsen uno de los mejores tríos de hombres altos de la historia de la NBA. En 1952 fue nombrado por los jugadores que hasta la fecha habían jugado en la liga profesional como el mejor jugador de la época.
Fue elegido en dos ocasiones en el mejor quinteto de la liga, y en otras dos en el segundo mejor. Disputó también en cuatro ocasiones el All-Star Game. En sus 7 años como profesional promedió 13,2 puntos y 7,8 rebotes por partido. Ganó 5 anillos de campeón de la NBA.

### Entrenador
Al acabar su carrera de jugador, se hizo cargo del equipo de la Universidad de La Salle, los Explorers, donde permaneció durante tres temporadas, con un balance de 48 victorias y 28 derrotas. En 1960 fichó como entrenador de su equipo de toda su vida, los Minneapolis Lakers, donde permaneció un año, para ir al año siguiente a Chicago Packers. En 1967 fue a parar a la ABA, donde se hizo cargo de los Minnesota Muskies, pasando posteriormente por los Miami Floridians.

## Estadísticas de su carrera en la NBA
|  | Denota temporada en la que fueron campeones de la NBA |

### Temporada regular
| Año      | Equipo      | PJ  | MPP  | %TC  | %TL  | RPP | APP | PPP  |
| -------- | ----------- | --- | ---- | ---- | ---- | --- | --- | ---- |
| 1948–49  | Minneapolis | 53  | –    | .396 | .687 | –   | 2.7 | 14.8 |
| 1949–50  | Minneapolis | 66  | –    | .346 | .764 | –   | 3.8 | 14.7 |
| 1950–51  | Minneapolis | 54  | –    | .352 | .750 | 9.0 | 3.4 | 11.6 |
| 1951–52  | Minneapolis | 65  | 39.2 | .356 | .704 | 9.1 | 3.6 | 15.5 |
| 1952–53  | Minneapolis | 66  | 36.4 | .357 | .769 | 6.8 | 3.5 | 13.0 |
| 1953–54  | Minneapolis | 71  | 35.0 | .370 | .778 | 7.0 | 3.0 | 11.7 |
| 1954–55  | Minneapolis | 63  | 31.1 | .354 | .812 | 7.3 | 2.5 | 10.8 |
| Total    | Total       | 438 | 35.4 | .360 | .750 | 7.8 | 3.2 | 13.2 |
| All-Star | All-Star    | 4   | 24.3 | .304 | .750 | 5.5 | 3.3 | 12.0 |

### Playoffs
| Año   | Equipo      | PJ | MPP  | %TC  | %TL  | RPP  | APP | PPP  |
| ----- | ----------- | -- | ---- | ---- | ---- | ---- | --- | ---- |
| 1949  | Minneapolis | 10 | –    | .293 | .710 | –    | 3.9 | 13.0 |
| 1950  | Minneapolis | 12 | –    | .286 | .710 | –    | 4.7 | 12.0 |
| 1951  | Minneapolis | 7  | –    | .324 | .833 | 8.9  | 3.9 | 13.6 |
| 1952  | Minneapolis | 11 | 42.6 | .405 | .740 | 6.3  | 3.0 | 16.1 |
| 1953  | Minneapolis | 12 | 37.9 | .371 | .774 | 7.2  | 4.1 | 14.3 |
| 1954  | Minneapolis | 13 | 41.8 | .361 | .800 | 8.5  | 3.2 | 12.3 |
| 1955  | Minneapolis | 7  | 36.7 | .317 | .717 | 11.1 | 2.0 | 14.1 |
| Total | Total       | 72 | 40.1 | .339 | .750 | 8.1  | 3.6 | 13.6 |

## Vida personal

### Fallecimiento
Falleció en 1993, por causas naturales, a la edad de 70 años.